# Pau López
Artikeln följer den spanska namnseden; faderns efternamn är López och moderns efternamn Sabata.
Pau López Sabata, mer känd som Pau, född 13 december 1994 i Girona, är en spansk fotbollsmålvakt som spelar för Marseille.

## Spelarkarriär
Pau anslöt till RCD Espanyols ungdomssektion som 12-åring 2007. Han gjorde sin seniordebut med B-laget i Segunda División B säsongen 2013-14. 
Den 12 juni 2014 skrev Pau ett nytt fyraårigt avtal med Espanyol och blev i samband med detta även uppflyttad till A-laget. Han gjorde sin A-lagsdebut den 17 december 2014 i en 1-0-hemmaseger mot Deportivo Alavés i Copa del Rey. Pau var sedan förstahandsvalet i turneringen som laget nådde semifinal i för första gången på nio år.
Paus debut i La Liga ägde rum den 1 februari 2015 mot Sevilla efter att Kiko Casilla blivit utvisad för att ha räddat ett skott från Iago Aspas med händerna utanför straffområdet. Efter att Casilla under sommaren skrev på för Real Madrid blev Pau Espanyols förstamålvakt.
Den 31 augusti 2016 anslöt López till den engelska Premier League-klubben Tottenham Hotspur genom ett säsongslångt låneavtal. I Tottenham återfinns den tidigare Espanyoltränaren Mauricio Pochettino samt målvaktstränaren Toni Jiménez som även han var i Espanyol under samma period.
I juli 2019 värvades López av italienska Roma, där han skrev på ett femårskontrakt. Den 8 juli 2021 lånades López ut till Marseille på ett säsongslån med köpoption. Marseille valde att utnyttja köpoptionen och skrev på ett fyraårskontrakt med López med start den 1 juli 2022.